# پنجاب (جماعت)
پنجاب  جماعت و شهرکی در جنوب غربی کشور تاجیکستان است که در ناحیهٔ همدانی ولایت ختلان قرار دارد. جمعیت این جماعت ۷۶۶۹ است.